# Emilio Sagi Liñán
Emilio Sagi Liñán (* 15. März 1900 im Partido Bolívar, Provinz Buenos Aires; † 25. Mai 1951 in Barcelona) war ein spanischer Fußballspieler. Sein Vater Emilio Sagi Barba war ein bekannter katalanischer Bariton-Sänger, was dazu führte, dass Sagi Liñán den Spitznamen Sagi-Barba bekam.

## Vereinskarriere
Sagi-Barba wurde in Argentinien geboren, wo sein Vater regelmäßig auf Tournee ging. Mit drei Jahren kehrte er nach Katalonien zurück. 1916 kam er vom katalanischen Klub FC Catalònia zum FC Barcelona. Dort debütierte er im Jahr 1917 für die Profis und gewann im Jahr 1919 mit dem Gewinn der katalanischen Meisterschaft seinen ersten Vereinstitel.
1919 ging er nach Terrassa, um dort zu studieren und seine Frau zu heiraten, woraufhin er sich vom Fußballspielen zurückzog. Doch bereits nach drei Jahren kehrte er zur Mannschaft des FC Barcelona zurück. Mit Barça holte er in den folgenden Jahren viermal den spanischen Pokal und neunmal die katalanische Meisterschaft.
Außerdem triumphierte er mit Barcelona 1929 in der ersten ausgetragenen spanischen Meisterschaft überhaupt. Sagi-Barba bestritt in dieser jedoch nur vier Ligaspiele ohne dabei ein Tor zu erzielen. Nachdem der linke Außenstürmer in der darauffolgenden Spielzeit kein einziges Mal in der spanischen Liga eingesetzt wurde, erkämpfte er sich in den Saisons 1930/31 und 1931/32 einen Stammplatz und schoss in beiden Saisons zusammen zwei Tore in 21 Spielen.
1932 beendete Sagi-Barba seine Karriere.

## Nationalmannschaftskarriere
Sagi-Barba bestritt sein einziges Spiel für die spanische Nationalelf beim 4:2 gegen Ungarn am 19. Dezember 1926.
Zwischen 1924 und 1931 lief er mindestens 15-mal für die katalanische Fußballauswahl auf und erzielte dabei 5 Tore. Dabei spielte er an der Seite von Paulino Alcántara, Josep Samitier und Ricardo Zamora und gewann in den 20er Jahren dreimal den Copa Princep de Asturies, ein interregionales Turnier. 1924 erzielte Sagi-Barba im Finale dieses Turniers ein Tor gegen die kastilische Fußballauswahl. Da das Spiel mit 4:4 endete, musste es wiederholt werden und Katalonien gewann letztendlich mit 3:2.

## Erfolge
- Spanische Meisterschaft (1): 1929
- Spanischer Pokal (4): 1922, 1925, 1926, 1928
- Katalanische Meisterschaft (10): 1919, 1922, 1924, 1925, 1926, 1928, 1929, 1930, 1931, 1932